# Mankells Wallander: Eifersucht
Eifersucht (schwedisch: Prästen) ist ein schwedischer Fernsehfilm aus dem Jahr 2009.
Es handelt sich um die sechste Folge der zweiten Staffel, also die insgesamt neunzehnte Folge der schwedischen Kriminalserie Mankells Wallander mit Krister Henriksson in der Hauptrolle. Die Erstausstrahlung in Schweden fand am 14. Oktober 2009  auf TV4 statt; die deutschsprachige Erstausstrahlung erfolgte am 4. Juli 2010  auf Das Erste.

## Handlung
Henrik Nordström, Pfarrer einer evangelischen Freikirche, hat eine heimliche Affäre. Nach einem heimlichen Treffen mit seiner Geliebten in einer Jugendherberge wird er niedergeschossen. Er ist seit drei Jahren in seiner Gemeinde tätig und betätigt sich nebenbei für ProminentCare, eine Organisation, die gebrauchte medizinische Geräte zu überhöhten Preisen weiterverkauft. Die Kugeln, mit denen er niedergeschossen wurde, stammen aus Nordafrika, wohin Nordström Kontakte für ProminentCare hatte.
Wallander und Martinsson befragen den Geschäftsführer Peter Unell, wobei nichts Konkretes herauskommt. Wallander weist Martinsson an, bei den Kollegen von der Wirtschaftskriminalität nachzufragen. Pontus, der neben der Arbeit an seiner Jura-Abschlussarbeit schreiben will, und Isabell ermitteln in Nordströms Gemeinde, finden aber auch nichts heraus. Pontus nimmt für seinen Jura-Abschluss Nachhilfe bei Katarina Ahlfeld. Trotz der illegalen Aktivitäten des Unternehmens lässt man Unell laufen, da sich in Bezug auf den Anschlag auf Nordström keine Verdachtsmomente ergeben.
Wallander und Isabell merken, dass die Beschreibung der Damenbegleitung, die Isabell von der Inhaberin der Jugendherberge bekommt, sich nicht gerade nach Nordströms Frau Åsa anhört. Wallander und Hermansson verhören Åsa; angeblich waren beide Ehepartner sich nicht untreu, von seinen Aufenthalten in der Jugendherberge weiß sie angeblich auch nichts. Sie gibt ihre Nachbarin Anna Roos als Alibi an, das diese bestätigt. Trotzdem erwirkt Wallander bei Katarina Ahlfeld eine Genehmigung für eine Hausdurchsuchung. In der Zwischenzeit leitet Åsa, da das Gehirn ihres Mannes nicht mehr arbeitet, mit der behandelnden Ärztin alles in die Wege, um die lebenserhaltenden Maschinen für eine Organspende abzuschalten. Martinsson findet in Åsas Sachen Fotos von Lotta Unell, der Frau des Firmenvorstands und der Frau, mit der Nordström sich in der Herberge getroffen hat. Wallander eilt ins Krankenhaus, kann aber nicht mehr verhindern, dass die Maschinen abgeschaltet werden. Als Wallander abends mit Jussi nach Hause kommt, läuft dieser davon.
Am nächsten Tag verhört Wallander Peter Unell, weil dieser nach Wallanders Meinung auch ein Motiv hätte. Es hat sich für die Polizei bestätigt, dass Lotta Nordströms Damenbesuch in der Jugendherberge war; sie wird auch verhört. Sie kann nicht ausschließen, dass ihr Mann etwas mit Nordströms Tod zu tun hat. Unell bestreitet wider besseres Wissen, etwas von dem Verhältnis gewusst zu haben.
In der Zwischenzeit untersuchen die Beamten die Wohnung der Unells. Zwischen Peter Unells Sachen finden sich seine Fotokamera und Fotos vom Seitensprung. Peter Unell behauptet, die Fotos nicht zu kennen. Sein Anwalt, ein Freund aus Schulzeiten, ist der Meinung, dass jemand Peter Unell etwas anhängen will. Nyberg findet in Unells Auto ein Gewehr, das zu den Kugeln passt, mit denen Nordström ermordet wurde.
Da wartet Jussi vor der Polizeistation, wie es für Wallander den Anschein hat, auf Ebba.
Der Fall Nordström kommt vor Gericht; Katarina Ahlfeld vertritt die Anklage gegen Peter Unell. Inoffiziell ermittelt Isabell weiter gegen Åsa Nordström. Vor Gericht meldet sich ein weiterer Zeuge namens Joel Karlsson, der aussagt, dass Peter Unell am Tattag in seinem Auto vor der Jugendherberge war. Wallander erinnert sich, dass er den Zeugen schon mal im Lager von ProminentCare gesehen hat. Er verfolgt den Zeugen ins Lager und findet dort Pakete mit dem Medikament Zetriva. Da taucht Unells Anwalt auf; die Aussage des Zeugen war gekauft. Zetriva stellt sich als krebserregendes Brommedikament heraus. Henrik Nordström musste sterben, weil er hinter den Medikamentenschwindel gekommen ist. Unells Anwalt feuerte auf Nordström und wollte die Tat Unell anhängen. Er bedroht Wallander, doch die inzwischen aufgetauchte Isabell greift ein. Peter Unell wird freigesprochen und der Fall damit abgeschlossen.
Katarina Ahlfeld offenbart Wallander, dass sie demnächst 50 Jahre alt wird, dies aber nicht groß feiern will. Vielleicht, so mutmaßt sie, hat sie sich wegen ihres Alters so darüber gefreut, dass mit Pontus ein junger Kollege von ihrer beruflichen Erfahrung profitieren wollte.

## Kritiken
„(Fernsehserien-)Krimi um den schwedischen Kriminalbeamten, den der Fall persönlicher betrifft als ihm lieb ist, schließlich wird auch er von heftigen Eifersuchtsgefühlen heimgesucht. - Ab 14.“